# Zygmunt Mężyński
Zygmunt Mężyński herbu Kościesza (ur. 1 maja 1887 w Tarnopolu, zm. wiosną 1940 w Charkowie) – major saperów Wojska Polskiego, działacz niepodległościowy, ofiara zbrodni katyńskiej.

## Życiorys
Urodził się 1 maja 1887 w Tarnopolu jako syn Leonarda (1846–1922) i Heleny z Lisowskich. Jego ojciec, potomek starego, zubożałego szlacheckiego rodu, był majstrem ciesielskim, jak również podporucznikiem weteranem powstania styczniowego, sybirakiem i pamiętnikarzem. Zygmunt Mężyński był starszym bratem Włodzimierza (1889–1918), oficera Legionów Polskich. Jego chrzestnym był Ludwik Zielonka (1835–1897), powstaniec styczniowy i sybirak. W 1914 ukończył studia na Wydziale Inżynierii Szkoły Politechnicznej we Lwowie. W międzyczasie odbył obowiązkową służbę wojskową w cesarskiej i królewskiej Armii, w charakterze jednorocznego ochotnika. Został mianowany kadetem rezerwy piechoty ze starszeństwem z 1 stycznia 1912 i wcielony w rezerwie do 15 galicyjskiego pułku piechoty w Tarnopolu. W latach 1912–1913 wziął udział w mobilizacji sił zbrojnych Monarchii Austro-Węgierskiej, wprowadzonej w związku z wojną na Bałkanach. W szeregach 15 pułku piechoty walczył w czasie I wojny światowej. Na stopień podporucznika rezerwy został mianowany ze starszeństwem z 1 listopada 1914 w korpusie oficerów piechoty. Na stopień porucznika został awansowany ze starszeństwem z 1 maja 1916.
Służył w Armii Polskiej we Francji. Uczestniczył w wojnie z bolszewikami i III powstaniu śląskim. 1 czerwca 1921, w stopniu majora, pełnił służbę w Grupie Inżynieryjnej Nr 2, a jego oddziałem macierzystym był 4 pułk saperów. Później został przydzielony do Szefostwa Inżynierii i Saperów Dowództwa Okręgu Korpusu Nr IX w Brześciu, pozostając oficerem nadetatowym 4 psap. 3 maja 1922 został zweryfikowany w stopniu majora ze starszeństwem od 1 czerwca 1919 i 62. lokatą w korpusie oficerów inżynierii i saperów. W listopadzie tego roku został przeniesiony do 8 pułku saperów w Toruniu i zatwierdzony na stanowisko komendanta kadry batalionu zapasowego. W 1924 został przydzielony do Departamentu V Inżynierii i Saperów Ministerstwa Spraw Wojskowych w Warszawie. Z dniem 15 listopada 1925 został przeniesiony do kadry korpusu oficerów saperów przy Departamencie V Wojsk Technicznych MSWojsk. z jednoczesnym przeniesieniem służbowym na Kurs Fortyfikacyjny przy Oficerskiej Szkole Inżynierii w Warszawie na przeciąg jednego roku. W październiku 1926, po ukończeniu kursu, został przydzielony do Oficerskiej Szkoły Inżynierii na stanowisko wykładowcy. W sierpniu 1929 został zwolniony z zajmowanego stanowiska w Szkole Podchorążych Inżynierii i oddany do dyspozycji szefa Saperów MSWojsk. W czerwcu 1930 został oddany do dyspozycji dowódcy Okręgu Korpusu Nr I, a z dniem 30 kwietnia 1931 przeniesiony w stan spoczynku.
W 1934, jako oficer stanu spoczynku pozostawał w ewidencji Powiatowej Komendy Uzupełnień Kołomyja I. Posiadał przydział do Oficerskiej Kadry Okręgowej Nr VI. Był wówczas „przewidziany do użycia w czasie wojny”. W Kołomyi pełnił funkcję kierownika zarządu miasta. Później przeniósł się do Warszawy na ul. Sandomierską 14 m. 22.
W 1939 został zmobilizowany do Centralnej Szkoły Podoficerów Korpusu Ochrony Pogranicza w twierdzy Osowiec i wyznaczony na stanowisko dowódcy grupy fortyfikacyjnej nr 35. Prawdopodobnie został ranny.
W czasie kampanii wrześniowej 1939 dostał się do sowieckiej niewoli i został osadzony w Starobielsku. Wiosną 1940 został zamordowany przez funkcjonariuszy NKWD w Charkowie i pogrzebany potajemnie w bezimiennej mogile zbiorowej w Piatichatkach, gdzie od 17 czerwca 2000 mieści się oficjalnie Cmentarz Ofiar Totalitaryzmu w Charkowie. Figuruje na tzw. liście Gajdideja (poz.  2242).
Był dwukrotnie żonaty. Pierwszą żoną była Maria Fleminger. Po raz drugi ożenił się z Aliną z Klemensiewiczów (1897–1977), z którą miał córkę Hannę Ewę (1926–2010).
5 października 2007 minister obrony narodowej Aleksander Szczygło mianował go pośmiertnie na stopień podpułkownika. Awans został ogłoszony 9 listopada 2007, w Warszawie, w trakcie uroczystości „Katyń Pamiętamy – Uczcijmy Pamięć Bohaterów”.

## Ordery i odznaczenia
- Krzyż Walecznych dwukrotnie[21][36][37][38]
- Medal Niepodległości – 16 marca 1937 „za pracę w dziele odzyskania niepodległości”[39][30][40]
- Brązowy Medal Zasługi Wojskowej na wstążce Krzyża Zasługi Wojskowej[10][11]
- Krzyż Pamiątkowy Mobilizacji 1912–1913[8]